# Bojayá
Bojayá es un municipio colombiano ubicado en el departamento de Chocó. Fue segregado del municipio de Quibdó, capital del departamento, y convertido en municipio en 1960. La cabecera municipal es el centro poblado: Bellavista.

## Delimitación geográfica
El municipio de Bojayá limita así:
- por el Norte con Carmen del Darién.
- por el Oriente con el departamento de Antioquia.
- por el Occidente con Bahía Solano.
- por el Sur con Quibdó y Alto Baudó.

## División Político-Administrativa
Además de su Cabecera municipal: Bellavista. Bojayá tiene bajo su jurisdicción los siguientes Centros poblados:
- Alfonso López
- Boca de Opogadó
- Corazón de Jesús
- El Tigre
- Isla de los Palacios
- La Boba
- La Loma de Bojayá
- Mesopotamia
- Napipí
- Pichicora
- Piedra Candela
- Pogue
- Puerto Contó
- San José de la Calle
- Veracruz

### Resguardos indígenas
- Alto Río Bojaya, Alto Río Cuía, Buchadó-Amaparadó, Genandó, Opogadó-Doguando, Río Uva-Pogue, Túngina-Apartadó y Zúñiga, Pichicora-Chicué, Puerto Antioquia.

## Historia
En la época precolombina, el territorio del actual municipio de Bojayá estuvo habitado por los indígenas Kuna y Emberá. Durante la colonia española, muchos africanos traídos como esclavos a las zonas mineras de Barbacoas, Quibdó, Nóvita, Tadó y Lloró, y en los afluentes de los ríos Atrato y San Juan, huyeron internándose en la selva, en busca de libertad, y algunos se establecieron en la zona de Bojayá. Los primeros asentamientos fundados formalmente por las comunidades afrodescendientes en jurisdicción de Bojayá fueron Buchadó en 1842 y La Boba en 1882. Con la abolición de la esclavitud en Colombia, entre 1851 y 1852, el Estado envía las primeras misiones de justicia, educación y de servicios religiosos a Bojayá. Hasta principios del siglo XX, las comunidades de la región subsistieron gracias a la extracción de la raicilla, la tagua y el caucho. La cabecera municipal: Bellavista, fue fundada en 1946, pero Bojayá solo fue oficialmente un municipio hasta el 12 de diciembre de 1960, mediante Ordenanza n.º 13.

### Masacre de Bojayá
El 2 de mayo del año 2002 fueron masacrados entre 74 y 119 civiles que se refugiaban en el interior de la iglesia de Bojayá, por parte del Bloque 58 del grupo guerrillero Fuerzas Armadas Revolucionarias de Colombia (FARC-EP), que en ese momento se enfrentaba a las Autodefensas Unidas de Colombia (AUC), ambos grupos empeñados en mantener el control de la zona y el acceso al río Atrato para el tráfico de drogas. Las FARC-EP perpetraron el ataque mediante la técnica de los "cilindros bomba", o "pipetas". Un porcentaje significativo de los muertos eran menores de edad. Una pipeta cayó también en la casa de las Misioneras Agustinas, pero no llegó a estallar, aunque causó un incendio que dejó calcinadas a 114 personas, y otras  70 no pudieron ser identificadas.
El Derecho Internacional Humanitario (DIH) establece que, los cilindros bomba, y los carros bomba son armas prohibidas, debido a que no logran distinguir entre un combatiente, un civil, o un reportero.

## Festividades
- Fiesta de los Reyes Magos: Del 4 al 6 de enero, en el corregimiento El Tigre.
- Fiesta de La Candelaria: El 2 de febrero, en el corregimiento de Piedra Canela.
- Fiesta de Santo Eccehomo: Durante la Semana Santa, en el corregimiento de Napipí, seguida de la fiesta de Cuasimodo.
- Fiesta de San Antonio: Del 9 al 13 de junio, en el corregimiento de Puento Conto.
- Fiesta de la Virgen del Carmen: El 16 de julio en la cabecera municipal, Bellavista.
- Día de la Raza: El 12 de octubre, en el corregimiento de La Loma.

dia del amor

## Instituciones de educación
- Institución Educativa César Conto de Bellavista.
- Institución Educativa Róbinson Palacios de Napipí.
- Institución Educativa Agrícola la Loma de Bojayá

## Bojayaseños ilustres
- Harah Olof Ylele: Etnojurista del Centro de Kateo y Formación La Abuela. Nació en Bojayá el 21 de enero de 1962. Miembro asesor de los comisionados especiales que reglamentaron el artículo transitorio 55 de la Constitución Nacional de 1991 y produjeron la ley 70 de 1993 que hoy se conoce como ley de comunidades Negras.Ha escrito cuatro libros: Ley 70, estatuto de autonomía, el Nuevo Negro, Razón de ser de los consejos comunitarios y Derecho Afro.
- Dairon Mosquera Chaverra: Futbolista nacido en Bojayá el 22 de julio de 1992. Juega de lateral izquierdo y su equipo actual es el Club Olimpia de la Primera División de Paraguay.

- Yojhan Andres Mena Chaverra: Ingeniería de sistemas nacido en Quibdó el 12 de enero del 2003. Actualmente esta cruzando sus estudio en la Fundación Claretiana de Quibdó y actualmente vive actualmente en la ciudad de Quibdó.